# 萬付通
剛谷科技股份有限公司（ Gangu Tech Co., Ltd.），成立於2013年8月，集結了各式第三方支付相關的菁英分子，共同為發展未來電子錢包的願景而努力。
公司坐落於台中七期的豪華辦公大樓內，便捷舒適的辦公環境更能激盪出貼心為消費者著想並滿足商家各式電子商務模式的代收代付及第三方支付金流服務。於2023年5月底宣布停止營運

## 功能介绍
- 萬付通第三方支付提供買賣雙方之交易履約保證。[1]
- 提供金流工具包含：信用卡、實體ATM/Web ATM、超商等收付款管道及跨境支付業務。
- 賣家於社群網站、部落格可直接設定收款連結。[2]
- 提供行動支付服務

## 歷史
- 2013年8月：剛谷科技股份有限公司成立，從事第三方支付金流業務
- 2014年11月：OnePaid萬付通取得國際PCIDSS資訊安全認證[3]
- 2014年12月：啟動行動支付及社群商務新革命[4]
- 2014年12月：萬付通行動支付夯協助傳統產業實現O2O商機

## 外部連結
- OnePaid萬付通官網 （页面存档备份，存于）
- 萬付通 （页面存档备份，存于）